# Ambasada Rzeczypospolitej Polskiej w Chińskiej Republice Ludowej z siedzibą w Pekinie

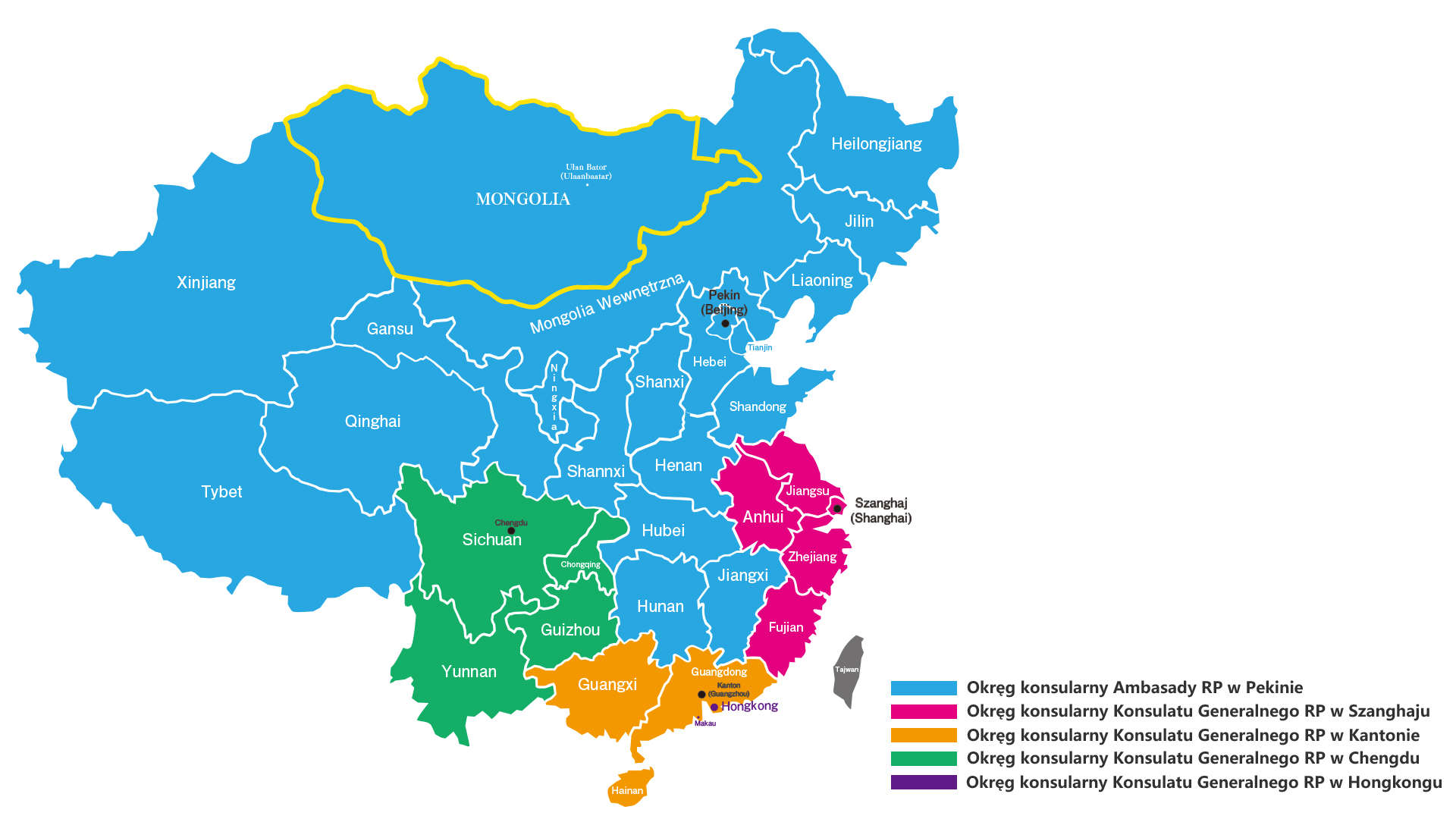
Okręgi konsularne RP w Chinach w latach 2016–2020.

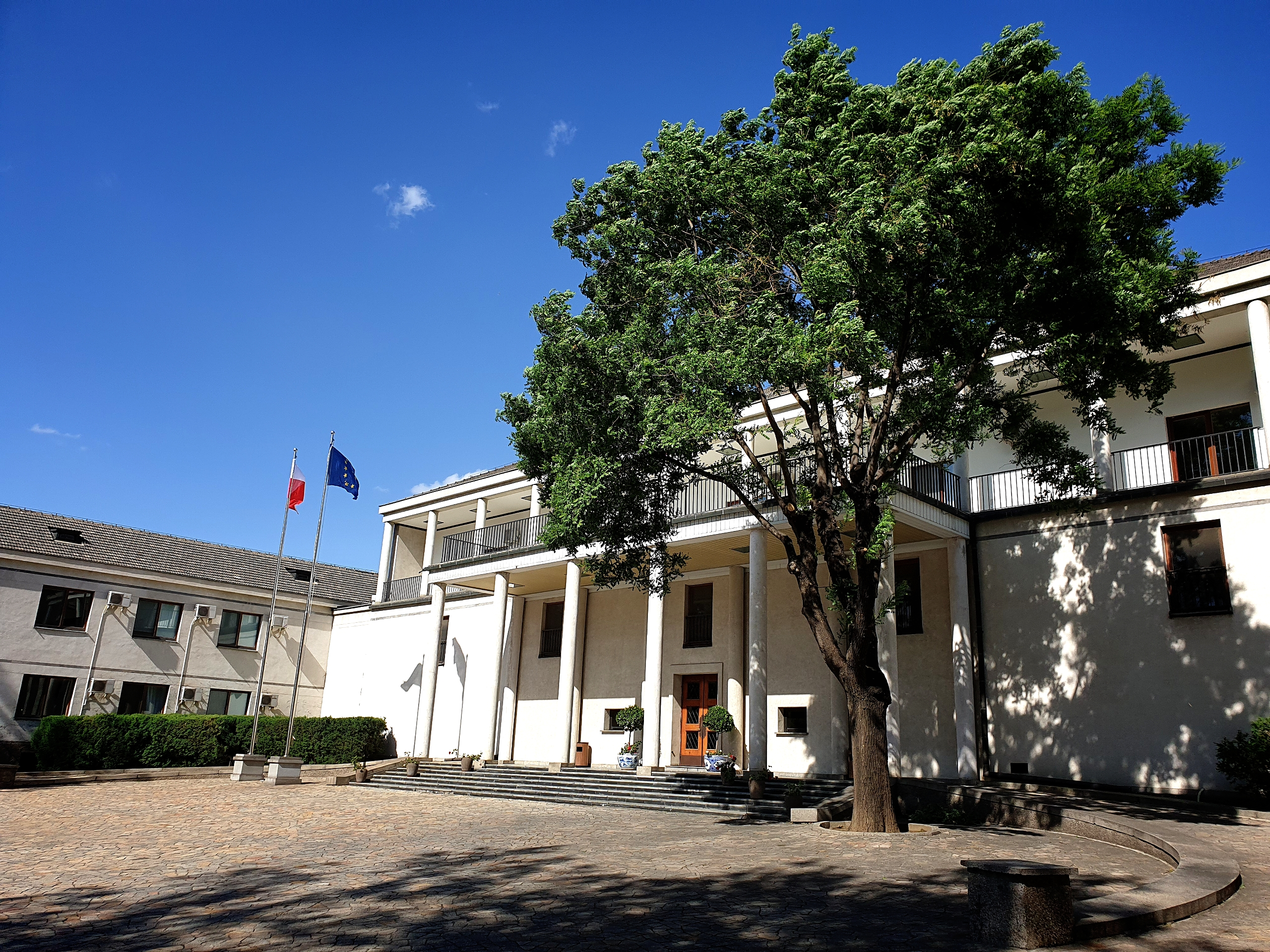
(2019)

Ambasada Rzeczypospolitej Polskiej w Chińskiej Republice Ludowej z siedzibą w Pekinie (chiń. 波兰共和国驻华大使馆) – polska misja dyplomatyczna w stolicy Chińskiej Republiki Ludowej.

## Historia
W marcu 1929 utworzono w Szanghaju poselstwo przy rządzie Republiki Chińskiej w Nankinie. Po wybuchu wojny chińsko-japońskiej w 1937 przeniesiono je razem z rządem chińskim do Chongqingu (Czunkingu). W czasie II wojny światowej przedstawicielstwo podniesiono do rangi ambasady. W grudniu 1942 pierwszym polskim ambasadorem został Alfred Poniński.
5 lipca 1945 rząd Republiki Chińskiej wycofał uznanie dla polskiego rządu na emigracji i uznał Tymczasowy Rząd Jedności Narodowej w Warszawie. Oznaczało to likwidację ambasady w Chongqingu. Ambasada reprezentująca władze komunistyczne przeniosła się do Nankinu. Po proklamowaniu Chińskiej Republiki Ludowej, 4 października 1949 rząd polski uznał stosunki dyplomatyczne z rządem Republiki Chińskiej za nieistniejące. 7 października 1949 oficjalnie nawiązano stosunki dyplomatyczne między Polską a ChRL.
Siedzibę ambasady formalnie przeniesiono do Pekinu w lutym 1950. W czerwcu 1950 pierwszy ambasador Polski w ChRL Juliusz Burgin złożył listy uwierzytelniające. Oba państwa otworzyły także konsulaty generalne. W latach 1951–1954 funkcjonował polski konsulat w Tianjinie. W 1954 otwarto konsulat w Szanghaju, a w 1955 w Kantonie. ChRL w 1958 otworzyła konsulat generalny w Gdańsku.

## Podział organizacyjny
- Wydział Polityczny
- Wydział Ekonomiczny
- Wydział Konsularny – okręg konsularny obejmuje następujące prowincje, regiony autonomiczne i miasta wydzielone: Pekin, Tianjin, Gansu, Hebei, Heilongjiang, Henan, Hubei, Hunan, Jiangxi, Jilin, Liaoning, Mongolia Wewnętrzna, Ningxia, Qinghai, Shaanxi, Shandong, Shanxi, Tybet, Xinjiang, oraz Koreę Północną[5].
- Instytut Polski – Wydział Kultury Ambasady RP w Pekinie[6]
- Wydział Administracyjny
- Referat ds. Rolnych
- Referat ds. Edukacji i Nauki
- Wydział Finansowy
- Samodzielne stanowisko ds. celnych
- Attachat Obrony